# Karl Walleiser

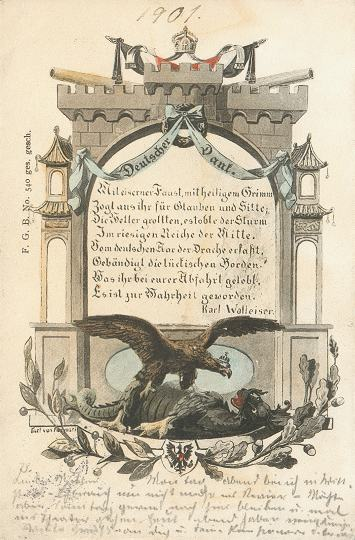
Ein Gedicht Walleisers auf einer Postkarte, Illustration: Kurt von Rozynski

Karl Walleiser (* 10. Oktober 1839 in Schrimm; † 18. Februar 1914) war ein preußischer Hauptmann und Militärschriftsteller.

## Leben
Karl Walleiser war ein Sohn des Justizrates Karl Walleiser sen. aus Schrimm und seiner Frau Henriette Walleiser, geborene Tonsé.
Er schlug eine Offizierslaufbahn in der Preußischen Armee ein, nahm 1870/71 als Premierleutnant im 1. Schlesischen Grenadier-Regiment am Krieg gegen Frankreich teil und wurde mit dem Eisernen Kreuz II. Klasse ausgezeichnet. Walleiser stieg zum Hauptmann auf und betätigte sich als Militärschriftsteller. Nach seiner Verabschiedung lebte er ab 1879 wegen einer Lähmung im Berliner Invalidenhaus.
Seine Schwester Eugenie (1842–1890) war mit Max Mandel (1834–1910) verheiratet, der das Gut Klein Dammer bewirtschaftete, auf dem Martha Fontane als Hauslehrerin arbeitete und wo sie ihn 1881 auch traf. Walleiser war auch mit Theodor Fontane bekannt, der in einem Brief vom 25. Juni 1880 an seine Tochter über Walleiser schrieb: „Ich [...] hatte nur angenehme Eindrücke. Sein Schicksal, sein Charakter, seine Bildungs- und Umgangsformen, - alles fesselte mich. Er scheint einer künstlerisch und literarisch dilettierenden Familie anzugehören, was immer ein Vorzug und eine Empfehlung ist [...] Hptm. Walleiser erzählte mir [...] viel von [...] John Redcliffe [...] in dessen Kurhaus zu Warmbrunn er Jahr und Tag gelebt hat.“
Karl Walleiser schrieb auch unter dem Pseudonym Alfred Tonse.

## Schriften
- Die Königliche Militair-Schieß-Schule in Spandau. Mittler & Sohn, Berlin 1869.
- Auszug aus der Geschichte des Köngl. 1. Schlesischen Grenadier-Regiments Nr. 10. Mittler & Sohn, Berlin 1873.
- Festschrift zur Feier des 150jährigen Bestehens des Berliner Invalidenhauses. 1748 - 15. XI. 1898. Oldenburg (Stalling) 1898